# Sarajs (Turkmenistán)
Sarajs (en turcomano: Sarahs; en ruso: Серахс, romanizado: Serajs) es una ciudad de Turkmenistán, capital del distrito de Sarajs en la provincia de Ajal. Se sitúa en la frontera con Irán, donde se encuentra la ciudad de Sarajs. 

## Toponimia
En la época soviética, llamada Saragt en turcomano, los lugareños se referían a la ciudad como Sarahgs en la antigüedad y continuamente hasta el presente. Se desconoce el significado, pero los historiadores medievales afirmaron que era el nombre de una persona.

## Geografía
Sarajs es uno de los oasis de la antigua ruta de la Seda que se encuentra entre Merv al este y Mashhad al oeste, a orillas del río Hari Rud.

### Clima
Sarajs tiene un clima semiárido cálido (BSh en la clasificación climática de Köppen), con inviernos frescos y veranos muy calurosos. Las lluvias son generalmente ligeras y erráticas, y ocurren principalmente en los meses de invierno y otoño.
| Parámetros climáticos promedio de Sarajs            | Parámetros climáticos promedio de Sarajs | Parámetros climáticos promedio de Sarajs | Parámetros climáticos promedio de Sarajs | Parámetros climáticos promedio de Sarajs | Parámetros climáticos promedio de Sarajs | Parámetros climáticos promedio de Sarajs | Parámetros climáticos promedio de Sarajs | Parámetros climáticos promedio de Sarajs | Parámetros climáticos promedio de Sarajs | Parámetros climáticos promedio de Sarajs | Parámetros climáticos promedio de Sarajs | Parámetros climáticos promedio de Sarajs | Parámetros climáticos promedio de Sarajs |
| Mes                                                 | Ene.                                     | Feb.                                     | Mar.                                     | Abr.                                     | May.                                     | Jun.                                     | Jul.                                     | Ago.                                     | Sep.                                     | Oct.                                     | Nov.                                     | Dic.                                     | Anual                                    |
| --------------------------------------------------- | ---------------------------------------- | ---------------------------------------- | ---------------------------------------- | ---------------------------------------- | ---------------------------------------- | ---------------------------------------- | ---------------------------------------- | ---------------------------------------- | ---------------------------------------- | ---------------------------------------- | ---------------------------------------- | ---------------------------------------- | ---------------------------------------- |
| Temp. máx. abs. (°C)                                | 29.5                                     | 32.4                                     | 39.9                                     | 41.0                                     | 44.0                                     | 47.3                                     | 48.2                                     | 47.3                                     | 45.7                                     | 44.3                                     | 36.2                                     | 33.0                                     | '                                        |
| Temp. máx. media (°C)                               | 10.0                                     | 13.4                                     | 19.7                                     | 26.3                                     | 32.7                                     | 37.1                                     | 38.5                                     | 37.7                                     | 32.7                                     | 26.7                                     | 18.0                                     | 11.4                                     | 25.4                                     |
| Temp. media (°C)                                    | 4.7                                      | 7.6                                      | 13.0                                     | 19.1                                     | 25.2                                     | 29.7                                     | 31.2                                     | 29.7                                     | 24.4                                     | 18.7                                     | 11.5                                     | 6.3                                      | 18.4                                     |
| Temp. mín. media (°C)                               | 0.7                                      | 2.8                                      | 7.6                                      | 13.2                                     | 18.5                                     | 22.4                                     | 23.9                                     | 22.6                                     | 17.4                                     | 12.2                                     | 6.3                                      | 2.2                                      | 12.5                                     |
| Temp. mín. abs. (°C)                                | -21.0                                    | -14.0                                    | -4.4                                     | -0.5                                     | 5.9                                      | 7.4                                      | 12.3                                     | 13.9                                     | 3.2                                      | 1.0                                      | -7.4                                     | -14.2                                    | '                                        |
| Precipitación total (mm)                            | 32                                       | 33                                       | 40                                       | 35                                       | 14                                       | 0.3                                      | 0.1                                      | 0.0                                      | 0.5                                      | 7                                        | 12                                       | 26                                       | 199.9                                    |
| Días de precipitaciones (≥ 0.1 mm)                  | 5.8                                      | 6.3                                      | 5.5                                      | 3.2                                      | 1.5                                      | 0.2                                      | 0.2                                      | 0.1                                      | 0.3                                      | 1.0                                      | 3.8                                      | 4.6                                      | 32.5                                     |
| Horas de sol                                        | 146.8                                    | 141.5                                    | 172.7                                    | 213.0                                    | 302.2                                    | 359.5                                    | 378.7                                    | 358.9                                    | 315.1                                    | 256.0                                    | 191.7                                    | 145.8                                    | 2981.9                                   |
| Humedad relativa (%)                                | 70.1                                     | 66.8                                     | 59.9                                     | 51.3                                     | 38.9                                     | 26.9                                     | 25.3                                     | 24.2                                     | 29.3                                     | 40.5                                     | 59.4                                     | 70.7                                     | 46.9                                     |
| Fuente n.º 1: climatebase.ru                        |                                          |                                          |                                          |                                          |                                          |                                          |                                          |                                          |                                          |                                          |                                          |                                          |                                          |
| Fuente n.º 2: NOAA (sun & precipitation, 1961-1990) |                                          |                                          |                                          |                                          |                                          |                                          |                                          |                                          |                                          |                                          |                                          |                                          |                                          |

## Historia
El oasis de Sarajs que rodea la ciudad ha estado habitado desde el segundo milenio a. C. El principal centro administrativo era la Serags vieja, ubicado en un área ligeramente elevada algo al sur de la ubicación actual de la ciudad. En el sitio original quedan algunos fragmentos de ladrillo de la antigua ciudadela. La ciudad afirma haber sido fundada en 507 a. C. (aunque se considera que esta es una elección de fecha un tanto arbitraria), la ciudad celebró debidamente su 2500 aniversario en 1993.
Durante el período sasánida, se construyó un templo de fuego zoroastriano en Mele Hairam. En la era seléucida, muchas bibliotecas y una famosa escuela de arquitectos estaba ubicada en Sarajs, junto con un mausoleo que conmemora al sufí del siglo XI Abul Fazl. En 1089, se construyó el mausoleo de Yarty Gumbez a 8 km al sur de la ciudad, posiblemente como lugar de enterramiento del jeque Ahmed Al Jadi.
Fue en las cercanías de Sarajs, cerca del río, donde el kan de Jiva Mohamed Amin Kan fue asesinado en 1855 durante una batalla contra las tribus locales, principalmente tekés turcomanos. 
El asentamiento moderno se estableció en 1884 cuando el Imperio ruso se anexionó el oasis de Sarajs y sirvió como puesto militar ruso en la frontera con Irán. En origen ue habitada principalmente por colonos de origen ruso y polaco. Además, en la ciudad se construyó una iglesia ortodoxa, que ya no sobrevive. En 1897 vivían en Sarajs 1520 personas, incluido el 48,8% de rusos; 19,8% de polacos; el 8,9%, lituanos; 5,0%, armenios; 3,8%, persas; 3,3%, turcomanos; 3,0%, ucranianos; el 2,6% son judíos y el 2,2% son alemanes.
Durante la época de la URSS, Sarajs fue la capital administrativa de la región del mismo nombre, dependiente del óblast de Asjabad. Sarajs era una pequeña ciudad fronteriza de 6.200 habitantes en 1974, poblada principalmente por turcomanos y uzbekos con una minoría rusa y ucraniana.
En 2010, los monumentos de Sarajs, incluidos Serags vieja, el mausoleo de Abul Fazl y el complejo de templos de Mele Hairam, se inscribieron en la lista indicativa para convertirse en sitios del Patrimonio de la Humanidad por la Unesco como parte del conjunto de sitios de la Ruta de la Seda por parte del gobierno de Turkmenistán.

## Demografía
| 1520                                   | 6200 | 9585 |
| (Fuente: Censo soviético de 1959-1989) |      |      |

## Infraestructura

### Arquitectura, monumentos y lugares de interés
Hay numerosos monumentos arqueológicos en las cercanías del pueblo. A unos 15 km al este de la ciudad se encontró templo de fuego zoroastriano en Mele Hairam, que ha sido excavado por arqueólogos polacos de la Universidad de Varsovia desde 1997.
Cerca del asentamiento de Serags vieja, se encuentra el mausoleo de Abul Fazl, un edificio reconstruido de planta cuadrada (15,4 mx 15,4 m) con una cúpula esférica doble y una entrada aivan que data del siglo XI. A 6 km al sur de este, se encuentran las ruinas de otro famoso mausoleo del siglo XI, el mausoleo de Yarty-Gumbez.

### Transporte
Saraghs es un punto de cruce en la frontera iraní-turcomana y el lugar donde se deben cambiar los bogies en la línea ferroviaria de mercancías de Teyen a Mashhad en Irán, que se inauguró en 1996. También se opera la conexión de pasajeros entre Sarajs y Asjabat. El aeropuerto de Sarajs está fuera de servicio.